# Себастьяно да Лугано
Себастьяно да Лугано, настоящее имя Себастьяно Мариани (итал. Sebastiano da Lugano, Sebastiano Mariani) — швейцарский архитектор и скульптор, работал с 1483 года по 1528 год в Венеции и области Венето.

## Биография
Себастьяно был родом из Муццано, селения в кантоне Тичино, округа Лугано итальянской Швейцарии. Этот кантон известен в истории искусства как родина многих умелых потомственных мастеров-«тессинцев»: каменотёсов, скульпторов, архитекторов.
В 1490—1494 годах Себастьяно трудился над реконструкцией хора церкви Сан-Джованни-ин-Брагора в Венеции при содействии каменотеса Лодовико Босси. До наших дней сохранились изысканная мраморная рама (когда-то часть алтаря, ныне замурованная в апсиде) для алтарного образа «Крещение Христа», произведения Чимы да Конельяно, декорированные колонны между двумя последними пролётами и мраморная преграда пресбитерия.
В начале XVI века Себастьяно было поручено построить новый фасад церкви Санта-Мария-дей-Кармини в стиле ломбардского ренессанса с полуциркульными фронтонами и статуями. Ему приписывают пять статуй (однако вероятнее, это работы Джованни Буора ди Остено): Спасителя, Архангела Гавриила, Мадонны, а также святых Илии и Елисея, которые считаются основателями ордена кармелитов. В той же церкви около 1514 года Себастьяно да Лугано перестраивал боковые апсиды, чтобы привести их в соответствие с новым обликом церкви в ренессансном стиле.
Сохранились предварительные чертежи проекта перестройки церкви Сант-Антонио XIV века, а также окончательное задание со списком колонн, столбов и арок, которые должны быть построены, и точным указанием строительных материалов (сама церковь не сохранилась). Работа была закончена посмертно (и с некоторыми юридическими последствиями для вдовы Мариани) Гульельмо де Гриджи, который обязался следовать стилю уже начатой постройки.
В тот же период Себастьяно поручили реконструкцию церкви Санта-Джустина в Падуе, где его затем сменил Андреа Риччо (Бриоско).
В 1513—1514 годах Себастьяно да Лугано по поручению Бартоломео д’Альвиано занимался перестройкой оборонительной системы стен Падуи на участке, прилегающем к монастырю Санта-Джустина. Статуи Архангела Рафаила и Товии в нише над порталом церкви Анцоло Рафаэля (chiesa dell’Anzolo Rafael) и бюст Святого Просдокима на фасаде капеллы Базилики дель Санто в Падуе также приписываются Мариани (и можно датировать началом XVI века).